# Joan Piñol i Verges
Joan Piñol i Verges (Tortosa, 1816 - València, 1884) fou un polític valencià, alcalde de València i diputat a Corts durant el Sexenni democràtic.

## Biografia
Era fill de Joan Piñol, comerciant liberal bandejat el 1823 i que es morí ofegat quan fugia a Gibraltar. Era membre del Partit Progressista i formà part de la Junta Revolucionària creada a València arran de la revolució de 1868, gràcies a la qual cosa fou escollit alcalde de València aquell mateix any. Com defensà la monarquia, fou destituït i nomenaren el republicà José Antonio Guerrero Ludeña, però després dels fets de 1869 fou novament nomenat alcalde interí. Des del seu càrrec va promoure la creació de l'Escola d'Artesans. Fou elegit diputat del Partit Radical pel districte del Mercat de València a les eleccions generals espanyoles d'agost de 1872.
Simultàniament, fou director de l'Hospici de la Mare de Déu de la Misericòrdia. Després de la restauració borbònica abandonà la política i es dedicà al comerç amb Barcelona i París.